# 喜久田町赤坂
喜久田町赤坂（きくたまち あかさか）は、福島県郡山市の町丁である。郵便番号は963-0545。

## 地理
郡山市北部の喜久田地区に属する。北で喜久田町割田、東から南にかけ喜久田町前田沢、西で喜久田町坪沢、喜久田町前田沢とそれぞれ隣接する。喜久田前田沢中央部より分離新設された地区の一つであり、一級水系阿武隈川水系五百川右岸支流大東沢川左岸流域の東北自動車道以東の平地を主な範囲とする。南側より一、二丁目が設置されている。全体が平地で占められ水田が広がり、民家が数件点在する。喜久田町堀之内に所在する郡山北警察署喜久田駐在所、および喜久田町卸に所在する郡山消防署喜久田基幹分署がそれぞれ管轄にあたる。

### 河川・湖沼
一級水系阿武隈川水系
- 大東沢川（五百川支流）

## 世帯数と人口
2024年1月1日現在の世帯数と人口は以下の通りである。
| 大字         | 世帯数 | 人口 |
| ------------ | ------ | ---- |
| 喜久田町赤坂 | 8世帯  | 18人 |

## 小・中学校の学区
市立小・中学校に通う場合、学区は以下の通りとなる。
| 番地 | 小学校               | 中学校               |
| ---- | -------------------- | -------------------- |
| 全域 | 郡山市立喜久田小学校 | 郡山市立喜久田中学校 |

## 交通

### 道路
- 東北自動車道・磐越自動車道
  - 郡山ジャンクション（北東端部の一部のみ）
- 一級市道44号高倉坪沢三丁目線

## 施設等
- 福島さくら農業協同組合 水稲種子センター